# Fiona Sieber
Fiona Sieber (* 14. Februar 2000 in Osnabrück) ist eine deutsche Schachspielerin. Sie erhielt 2017 von der FIDE den Titel Internationale Meisterin der Frauen (WIM), sowie 2023 den Titel Großmeister der Frauen (WGM).

## Schach
Fiona Sieber gewann 2013 die Deutsche Einzelmeisterschaft U14w. Im Jahr 2018 gewann sie die Deutsche Einzelmeisterschaft U18 weiblich mit 9 Punkten aus 9 Partien.

### Erfolge
Sie wurde 2016 in Prag Jugendeuropameisterin der Altersklasse U16 weiblich. Sie gewann 2017 die deutsche Amateurmeisterschaft der Frauen. Im August 2018 gewann Sieber das German Masters der Frauen und erfüllte dabei eine Norm für den Titel einer Großmeisterin der Frauen. Außerdem spielte sie bei der FIDE-Weltmeisterschaft U20w. An der Frauen-Europameisterschaft 2019 in Antalya nahm sie ebenfalls teil. Im Jahr 2020 konnte sie das German Masters der Frauen erneut gewinnen.

### Vereine
Fiona Sieber ist Mitglied im Verein SG Aufbau Elbe Magdeburg, nachdem sie dem Verein ESV Rot-Weiß Göttingen angehörte. Seit 2013 spielt sie in der Frauenbundesliga als Gastspielerin für den SK Lehrte.

### Nationalmannschaft
In den Jahren 2014 und 2016 spielte sie für das deutsche Team bei den Jugend-Schacholympiaden und gewann 2014 Bronze. 2018 gewann sie zwei Goldmedaillen beim 37. MITROPA Cup 2018 Women.  Außerdem spielte sie bei der European Youth Team Chess Championship 2018. Bei der Mannschaftseuropameisterschaft 2019 spielte Sieber in der deutschen Frauenauswahl.